# Manoel Alves de Toledo Ribas
Manoel Alves de Toledo Ribas (São Paulo, 12 de outubro de 1785 - Ouro Preto, 10 de outubro de 1862) foi um militar, político e fidalgo brasileiro.

## Biografia
Filho de José Bonifácio Ribas e de D. Ana Maria de Toledo, era irmão de D. Escolástica Bonifácia de Toledo Ribas, Viscondessa de Castro e do Comendador Miguel Teotônio de Toledo Ribas, cunhado do Conselheiro João José Lopes Mendes Ribeiro, tio da Marquesa de Santos, da Baronesa de Sorocaba, do  2º Visconde de Castro e da 2ª Baronesa de Santana. Casou-se com Maria de Cássia Pinto de Sousa Carvalho. Foi pai do General José Florêncio de Toledo Ribas. 
Amigo pessoal de  D. Pedro I, o acompanhou em sua viagem ao Rio Grande do Sul. Agraciado com o título de Moço Fidalgo da Casa Imperial, também era Comendador da Imperial Ordem de São Bento de Avis, Oficial da Imperial Ordem do Cruzeiro e Cavaleiro da Ordem de Cristo.
Em sua carreira no exército, defendeu as tropas legalistas em Queluz durante as  Revoltas liberais de 1842, sendo reformado no posto de Brigadeiro do Exército Imperial Brasileiro.  Foi ainda Comandante Supremo da Guarda Nacional em Ouro Preto. 